# Aflatoxine
L'aflatoxine est une mycotoxine produite par certains champignons proliférant notamment sur des graines conservées en atmosphère chaude et humide (dans ce cas souvent produites par le microchampignon Aspergillus flavus).
Les aflatoxines constituent un groupe de 18 composés structurellement proches, ce sont des bis-furanocoumarines (un assemblage d'une coumarine et de 3 furannes) ; certaines sont toxiques pour l'humain ou pour d'autres animaux ; elles peuvent à hautes doses entraîner la mort en quelques heures à quelques jours selon la dose et la sensibilité de l'animal.
À doses plus faibles, elles inhibent le métabolisme (et donc la croissance) et possèdent un pouvoir cancérigène élevé.
De très nombreux produits alimentaires destinés à l’humain ou à d'autres animaux peuvent en contenir, en quantité parfois importante : graines d’arachides, maïs (en grain, ensilage, …), blé, céréales diverses, amandes, noisettes, noix, pistaches, figues, dattes, cacao, café, manioc, soja, riz etc. Les aflatoxines dites B1 et B2 (AFB1 et AFB2) sont les plus couramment rencontrées dans les aliments.

## Histoire et enjeux
L'aflatoxinea fut découverte en 1960 en Angleterre.
À l'interface critique « agriculture-santé » (notamment dans les pays en développement, la présence de mycotoxines dans les aliments pose des problèmes importants d'hygiène publique et de santé animale (peut-être sous-estimés), mais aussi socioéconomiques car outre des effets sanitaires délétères, certaines aflatoxines intoxiquent les animaux de ferme consommant des aliments infectés, causant des pertes agricoles qui ont été estimées à 270 millions de dollars par an rien que pour les États-Unis.
Le coût en est beaucoup plus élevé dans les pays en développement dont en Afrique, et dans les pays d'Afrique francophone, où la santé infantile est directement affectée. Des organismes du sol jouant un rôle écologique important, tels que les collemboles peuvent aussi être affectés par les aflatoxines.
L'AFB1 est considérée comme la plus toxique des aflatoxines.

## Origine et condition d'apparition des aflatoxines
Ces toxines sont produites par plusieurs champignons du genre aspergillus : Aspergillus flavus (qui produit aussi de l'aflatrem, de l’acide cyclopiazonique, de l’acide aspergillique), Aspergillus parasiticus et Aspergillus nomius.
Ces micro-organismes relativement ubiquitaires ont peu d’exigences de croissance : une température comprise entre 6 et 50 °C, une source de carbone et d’azote et une activité de l’eau supérieure à 80 %.
Dans certaines conditions (stress oxydatif/production de radicaux libres, agression physique (mécanique) du champignon, température comprise entre 13 et 45 °C, humidité importante, présence de certains acides gras), ils peuvent alors produire des métabolites secondaires toxiques : les aflatoxines (qui sont donc des mycotoxines).

Parmi les aflatoxines les plus courantes, on trouve l'AFB1, l'AFB2, l'AFM1, l'AFG1 et l'AFG2.
|  |  |  |
|  |  |  |

## Interactions durables entre variants «aflatoxigènes» du champignon et certains insectes
Une étude récente (publiée fin 2017) a montré que certains insectes stimulent la production d'aflatoxine par la moisissure A. flavus (ce qui évoque des possibilités nouvelles de protéger une partie du stock alimentaire mondial contre cette peste agricole).

Produire cette toxine a probablement un coût énergétique (et en nutriments) pour ce champignon mais comme plus des deux tiers des A. Flavus étudiés produisent de l'aflatoxine, on suppose que cette toxine doit aussi présenter des avantages adaptatif pour le champignon. La drosophile et ces champignons utilisent les mêmes plantes-hôtes les mêmes aires de reproduction et consomment les mêmes aliments. Les larves de ces mouches consomment aussi occasionnellement ce champignon.

Mickey Drott phytopathologiste de l'Université Cornell et son équipe se sont demandé si cet insecte pourrait induire chez la moisissure une production d'aflatoxine visant à la protéger (elle-même et son substrat alimentaire) contre les insectes. Leurs premières expériences ont confirmé que oui : l'ajout d'aflatoxine à la nourriture des larves de mouches des fruits les tue, tout en favorisant la croissance du champignon. La production d'aflatoxine triple quand le champignon était endommagé mécaniquement, et elle augmente (en moyenne de 1,5 fois) en présence d'une seule larve de drosophile… mais les auteurs constatent aussi que la croissance du champignon ne démarre que si et quand les larves de mouches sont présentes à proximité. Les « versions mycotoxiques » se développent en outre plus (et sécrètent effectivement plus de toxines) quand les insectes sont présents à proximité. On ignore encore si ceci vaut pour d'autres insectes (comme par exemple la chenille de l'épi du maïs). Certains organismes (ex : Helicoverpa zea) ont des capacités de détoxification vis-à-vis de cette toxine.
Une stratégie actuelle de lutte biologique contre cette toxine est d'introduire sur les plantes cultivées la version non pathogène du champignon ; l'étude récente de Drott et al. montre qu'il faudra probablement aussi mieux prendre en compte les insectes présents sur les plantes cultivées.

## Effets généraux des aflatoxines

### L’intoxication aiguë
Elle se traduit généralement par la mort, en quelques heures parfois, souvent précédée de symptômes de dépression, anorexie, diarrhée, ictère ou anémie.
Les lésions essentiellement hépatiques (nécroses, cirrhose) évoluent à long terme en hépatome ou cancer via un carcinome.

### Intoxications chroniques
Elles se manifestent par une baisse de croissance pour les animaux d’élevage, une anémie, un ictère léger, et une évolution cancéreuse à terme.

## Métabolisation
Métabolisées par diverses enzymes microsomiales, les aflatoxines sont éliminées sous formes glucurono- et sulfo-conjuguées par voie urinaire, par le lait ou la bile.
La métabolisation des aflatoxines est majoritairement hépatique.
Lors de la métabolisation de ces toxines, certains dérivés époxydés hautement réactifs peuvent apparaître. Fortement électrophiles, ils réagissent avec les groupements nucléophiles de l'ADN en s'intercalant entre les bases ou des protéines. Les aflatoxines ont de ce fait un fort effet tératogène.
Elles ont par ailleurs un rôle sur les phosphorylations et la lipogenèse, ainsi que des propriétés immunosuppressives. Enfin, les aflatoxines sont reconnues comme étant les plus puissants cancérigènes naturels, en formant des adduits à l'ADN.

## Toxicologie
| Espèces animales | DL50 (mg/kg) |
| ---------------- | ------------ |
| Lapin            | 0,3          |
| Chat             | 0,6          |
| Chien            | 0,5-1,0      |
| Cochon           | 0,6          |
| Babouin          | 2,0          |
| Rat (mâle)       | 5,5          |
| Rat (femelle)    | 17,9         |
| Singe Macaque    | 7,8          |
| Souris           | 9,0          |
| Hamster          | 10,2         |
| Humain           | 5,0*         |

Le DL50 pour les humains provient d’une extrapolation d’une étude moléculaire et biologique. Elle provient d’un cas d’épidémie par empoisonnement en 1975 en Inde. Sur 1000 personnes qui avaient été contaminées par des aflatoxines dans du maïs, 10 % en sont mortes. Toutefois, les cas d’empoisonnement aux aflatoxines sont rares. La toxicité chronique des aflatoxines est en revanche préoccupante, au vu de leurs effets cancérogènes. L'évaluation de la quantité de ces toxines dans la nourriture est donc l'objet d'études internationales depuis plusieurs décennies.

## Les aflatoxines dans le lait
Chez le bétail, l’aflatoxine B1 absorbée avec des aliments contaminés est métabolisée au niveau du foie en un dérivé 4-hydroxy - appelé aflatoxine M1 - qui est chez les animaux laitiers (notamment vaches, brebis et chèvres) excrété dans le lait. Il existe de plus une relation linéaire entre la concentration de AFM1 excrétée et la quantité de AFB1 ingérée. Ainsi, il fut montré, chez la vache laitière, que 0,5 à 4 % de l’aflatoxine B1 ingérée se retrouve sous forme d’aflatoxine M1 dans le lait. Cette mycotoxine conserve - à un moindre degré certes - les importantes propriétés cancérigènes de l’aflatoxine B1. Aussi, l’effet cumulatif lié à l’ingestion régulière et itérative de telles toxines fait courir de grands risques aux enfants et aux nourrissons grands consommateurs de laits et de produits laitiers. Ce risque est d’autant plus important que l’aflatoxine M1 résiste aux traitements usuels de conservation et de transformation des produits laitiers (chaleur, froid, lyophilisation...). On retrouve la presque totalité de l’aflatoxine M1 dans le lait écrémé, et dans les produits obtenus par précipitation lactique (yaourts, fromages blancs, crèmes lactées...), alors que l’on en retrouve très peu dans le beurre. Ceci est lié à la présence d’interactions hydrophobes entre l’aflatoxine M1 et les caséines, et de fait il est fréquent de constater un enrichissement des fromages initialement contaminés en aflatoxine M1 au cours de l’égouttage (les AFM1 se lient aux protéines du lait et sont donc plus concentrées dans le caillé que dans le lait frais et le petit lait). Actuellement, le taux maximal d'AFM1 autorisé dans le lait est de 50 ng/kg.
Pour limiter la concentration des aflatoxines dans le lait, différentes mesures peuvent être prises en amont de la production des aliments destinés aux animaux laitiers :
- Un système de rotation des cultures assez long pour permettre l'assainissement des cultures ;
- Une utilisation de variétés de maïs moins sensibles à la contamination fongique ou plus précoces ;
- Un système de récolte qui évite de rompre les grains ;
- Une analyse de l'ensilage utilisé pour l'alimentation des animaux (détection et/ou quantification de l'AFB1 dans des échantillons d'ensilage), et en cas de détection d'aflatoxines, un retrait du silo des parties présentant des signes de détérioration aérobie et un traitement de l'ensilage restant au propionate, additif alimentaire accélérant la fermentation. D'autres agents chimiques tels que les acides, les bases (ammoniaque, soude), des agents oxydants (peroxyde d'hydrogène, ozone), des agents réducteurs (bisulfites), des agents chlorés, du formaldéhyde peuvent aussi être utilisés pour dégrader ou biotransformer les aflatoxines. On peut également épandre un agent d’ensilage hydrodispersible contenant une souche de bactérie lactique brevetée : Lactobacillus buchneri NCIMB 40788, reconnue pour sa capacité à améliorer la stabilité aérobie (action antifongique) des ensilages à forte matière sèche. Cet agent est particulièrement recommandé pour les ensilages de maïs ouverts au printemps/été ;
- Une couverture constante de l'ensilage ;
- Dans le cas de grains de maïs, un séchage des grains avant l'entrepôt et un maintien du niveau d'humidité à 14 ou 15 % ;
- Une ventilation dans le dessiccateur à fourrage.

Une analyse régulière du lait et des produits laitiers (détection et/ou quantification de l'AFM1 à partir d'échantillons de lait frais, de lait en poudre reconstitué ou de fromage) permet également de limiter les risques d'intoxication.

## Méthodes de détection et d’analyse
Étant donné qu’on retrouve les aflatoxines dans une vaste gamme de nourriture et considérant leurs effets toxiques chez les humains et les animaux, il devient alors très important d’avoir des méthodes de détections adéquates pour répondre aux diverses normes établies dans plusieurs pays. Plusieurs méthodes sont utilisées pour la détection des aflatoxines dans les produits agricoles. Par exemple, on retrouve la chromatographie sur couche mince, des méthodes de HPLC couplées à de la fluorescence et des techniques immunologiques. Une des plus récentes et efficaces est la chromatographie liquide couplée à la spectrométrie de masse (LC-MS) ou couplée à la spectrométrie de masse en tandem (LC-MS/MS).

### Chromatographie liquide couplée à la spectrométrie de masse (LC-MS)
La technique d’analyse suivante sert à analyser les aflatoxines B1, B2, G1 et G2 dans des échantillons de produits d’agriculture.

#### Préparation de l’échantillon
Il faut tout d’abord préparer les échantillons avant de procéder à l’analyse des aflatoxines. Ils doivent être préparés de manière que l’extraction des aflatoxines soit optimale. Les échantillons tels des céréales, du riz, des fruits séchés ou des noix sont homogénéisés en poudre à l’aide d’un mélangeur. On utilise 0,5 g de poudre avec une quantité connue d’étalon interne, l’aflatoxine AFM1, afin de diminuer les erreurs expérimentales. L’aflatoxine AFM1 est un étalon interne de choix étant donné qu’il ne se retrouve pas dans les produits d’agriculture. Le tout subit une extraction liquide-liquide avec du méthanol 80 % et est ensuite agité, puis centrifugé. Dans le cas des épices, il faut un traitement préalable pour éliminer le gras présent dans l’échantillon. Ce traitement consiste en une extraction à l’hexane. Les échantillons sont filtrés puis on met un volume d’échantillon dans l’auto-échantillonneur, le même volume d’un tampon tris-HCl (pH 7,2), et on finit le volume avec de l’eau distillé.

#### Purification
Une méthode proposée pour extraire les aflatoxines de l’échantillon est une micro-extraction sur phase solide (SPME) « on-line », c'est-à-dire que l’extraction se fait automatiquement par l’appareil juste avant la chromatographie liquide. Plusieurs paramètres sont très importants pour que l’extraction ait un bon rendement. La phase stationnaire de la colonne capillaire (ex : Supel-Q PLOT) est conditionnée par deux cycles d’aspiration/éjection de méthanol et d’eau. Les échantillons font ensuite 25 cycles d’aspiration/éjection à un débit de 100uL/min. Finalement, les échantillons sont transportés automatiquement avec la phase mobile du LC-MS.

#### Séparation et analyse
L’analyse se fait ensuite par chromatographie liquide couplée à un spectromètre de masse. Tout d’abord, la chromatographie se fait en phase inversée (ex : Colonne Zorbax Eclipse XDB-C8). La phase mobile est composée de Méthanol/Acétonitrile (60/40, v/v): 5mM formate d’ammonium (45:55 v/v). Le formate d’ammonium favorise la protonation de la molécule étudiée lors de l’analyse spectrométrique. Le débit d’élution est de 1,0 mL/min ce qui permet une analyse de 8 minutes.
Le détecteur, comme mentionné précédemment, est un spectromètre de masse. Ce type de détection nécessite une ionisation positive ou négative des analytes à la sortie de la colonne chromatographique. Celle-ci se fait à l’aide d’électro-nébulisation ionique (ESI). Dans le cas des aflatoxines, l’ionisation positive, sous la forme [M-H]+, est favorisée avec un bon rapport signal sur bruit (S/N).
La méthode d’analyse par spectrométrie de masse est maintenant une méthode de choix quant à l’analyse des aflatoxines. Depuis la dernière décennie, cette méthode a permis d’améliorer les limites de détection en filtrant les masses des impuretés qui interfèrent dans des détecteurs spectrophotométriques par exemple,.
| Aliments     | Détection | AFB1 (μg/kg) | AFB2 (μg/kg) | AFG1 (μg/kg) | AFG2 (μg/kg) | Pays     | Référence                                           |
| ------------ | --------- | ------------ | ------------ | ------------ | ------------ | -------- | --------------------------------------------------- |
| Arachides    | LC/MS     | 0,48         | N/D          | 0,84         | 1,12         | Japon    | Journal of Chromatography A. 1216 (2009) 4416–4422. |
| Amandes      | LC/MS     | N/D          | 0,11         | N/D          | 0,34         | Japon    | Journal of Chromatography A. 1216 (2009) 4416–4422. |
| Noix de Coco | LC/MS     | 0,65         | N/D          | N/D          | 1,06         | Japon    | Journal of Chromatography A. 1216 (2009) 4416–4422. |
| Maïs         | LC/MSMS   | 2,7          | 2,2          | 3,3          | 3,4          | Espagne  | Food Chemistry 117 (2009) 705–712.                  |
| Figues       | LC/FD     | 5,6          | 0,5          | 2,8          | 2,3          | Danemark | Z Lebensm Unters Forsch A. 206 (1998) 243-245.      |

- N/D: Non détecté
- LC/FD: Chromatographie liquide à détection de fluorescence

Les quantités d’aflatoxines retrouvées dans divers aliments dépendent de plusieurs facteurs. Dépendamment des normes de chaque pays et des méthodes d’entreposage, il est fréquent de voir une variation des quantités d’aflatoxines détectées.

## Législation et protection
Beaucoup de pays à travers le monde ont établi des normes sur la quantité maximale d’aflatoxines qui doit être retrouvée dans la nourriture.

La législation européenne, émise en 1998 et modifiée en 2006, a pour objectif de ne pas dépasser une quantité nocive d’aflatoxine quotidiennement, soit de 253 à 441 ng/kg, selon une étude américaine. Par exemple, elle fixe ainsi réglementairement une limite de 2 μg/kg d’aflatoxines dans les arachides, les noix, les fruits séchés et les céréales en consommation humaine directe, et une limite de 15 μg/kg pour les « amandes et pistaches devant subir une opération avant utilisation comme ingrédient alimentaire ». 

Au Canada et aux États-Unis, on retrouve des normes parfois moins sévères mais portant sur toute la nourriture destinée à la consommation humaine. Des normes sont aussi établies sur la quantité d’aflatoxines retrouvées dans la nourriture donnée à du bétail. Celles-ci sont de 20 μg/kg au Canada, tandis qu’aux États-Unis, elles varient de 20 à 300 μg/kg,.
| Pays               | Quantité maximale (μg/kg) | Produit                                    |
| ------------------ | ------------------------- | ------------------------------------------ |
| Canada             | 15                        | Noix                                       |
| États-Unis         | 20                        | Toute la nourriture                        |
| Union Européenne   | 2                         | Arachides, noix, fruits séchés et céréales |
| Argentine          | 0                         | Arachides, maïs et produits                |
| Brésil             | 15                        | Toute la nourriture                        |
| Chine              | 10                        | Riz et huile de table                      |
| République Tchèque | 5?                        | Toute la nourriture                        |
| Hongrie            | 5?                        | Toute la nourriture                        |
| Inde               | 30                        | Toute la nourriture                        |
| Japon              | 10                        | Toute la nourriture                        |
| Nigeria            | 20                        | Toute la nourriture                        |
| Pologne            | 0                         | Toute la nourriture                        |
| Afrique du Sud     | 5                         | Toute la nourriture                        |
| Zimbabwe           | 5                         | Toute la nourriture                        |

## Dans la fiction
- Le roman La Promesse de l'ombre (1978), roman policier de Shizuko Natsuki, évoque un empoisonnement par l'aflatoxine, ainsi que la nouvelle Le facteur humain (1978) de Graham Greene[réf. souhaitée].